# Josip Brekalo
Josip Brekalo (ur. 23 czerwca 1998 w Zagrzebiu) – chorwacki piłkarz grający na pozycji napastnika w tureckim klubie Kasımpaşa SK, do którego jest wypożyczony z ACF Florentina oraz w reprezentacji Chorwacji. Uczestnik Mistrzostw Europy w 2020 roku.

## Kariera klubowa
Jest wychowankiem Dinama Zagrzeb. W jego zespołach juniorskich trenował do 2015 roku. W rozgrywkach Prvej hrvatskiej nogometnej ligi zagrał po raz pierwszy 19 grudnia 2015 w wygranym 1:0 meczu z Interem Zaprešić. Na początku 2016 roku został na stałe włączony do kadry pierwszego zespołu Dinama. W sezonie 2015/2016 wraz z drużyną zdobył mistrzostwo kraju. 1 lipca 2016 odszedł za 10 milionów euro do niemieckiego VfL Wolfsburg. W Bundeslidze zadebiutował 10 września 2016 w zremisowanym 0:0 meczu z 1. FC Köln. Do gry wszedł w 79. minucie, zastępując Daniela Didaviego. Od 31 stycznia 2016 do 31 grudnia 2017 przebywał na wypożyczeniu VfB Stuttgart. 31 sierpnia 2021 został wypożyczony do włoskiego Torino FC. W Serie A zagrał po raz pierwszy 17 września 2021 w wygranym 1:0 meczu z US Sassuolo Calcio.
28 stycznia przeniósł się za kwotę 1,7 mln euro do włoskiej ACF Florentiny.

## Kariera reprezentacyjna
W reprezentacji Chorwacji zadebiutował 15 listopada 2018 w wygranym 3:2 meczu z Hiszpanią. Do gry wszedł w 74. minucie, zmieniając Ante Rebicia. W 93. minucie zaliczył asystę przy golu Tina Jedvaja.
Uczestniczył na Mistrzostwach Europy w 2020 roku gdzie, rozegrał na nich trzy mecze. Pierwsze spotkanie grupowe przegrane przeciwko reprezentacji Anglii (0:1), drugi zremisowany przeciwko reprezentacji Czech (1:1). W ostatnim meczu w fazie grupowej przeciwko reprezentacji Szkocji, nie wystąpił. Mecz zakończył się wynikiem 3:1 na korzyść Chorwatów, którzy dzięki temu wyszli z grupy.
W 1/8 finału zmierzyli się przeciwko reprezentacji Hiszpanii na stadionie Parken. Brekalo wszedł w 74 minucie gry. Spotkanie po dogrywce zakończyło się wynikiem 3:5 na konto Hiszpanów, a Chorwacja odpadłą z turnieju.